# Dorfkirche Kranepuhl

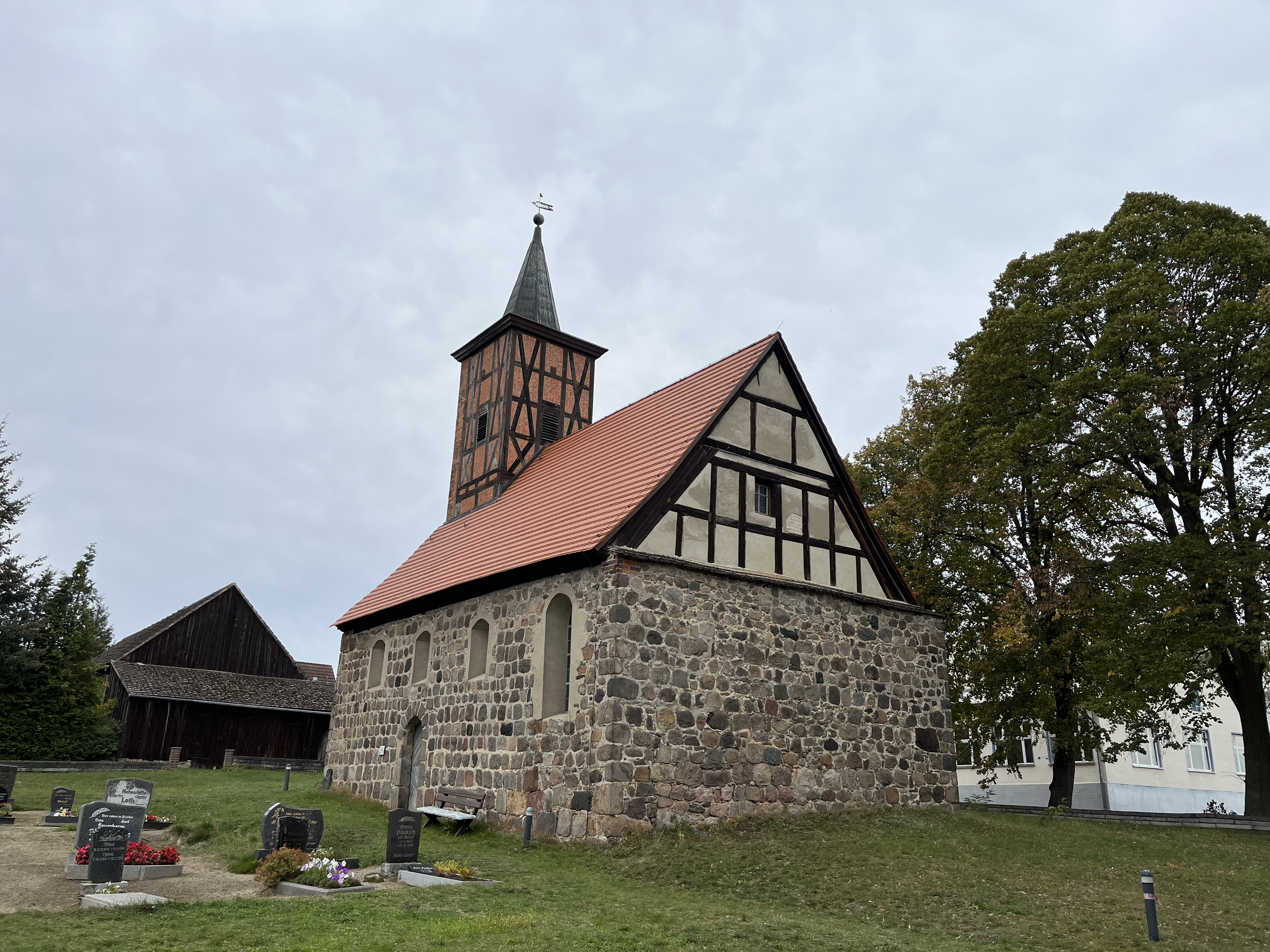
Dorfkirche Kranepuhl

Die evangelische Dorfkirche Kranepuhl ist eine Feldsteinkirche in Kranepuhl, einem Ortsteil der Gemeinde Planetal im Landkreis Potsdam-Mittelmark in Brandenburg. Die Kirchengemeinde gehört zum Kirchenkreis Mittelmark-Brandenburg der Evangelischen Kirche Berlin-Brandenburg-schlesische Oberlausitz.

## Lage
Die Dorfstraße führt von Westen kommend in den historischen Dorfkern. Dort zweigt sie nach Norden hin ab. Von dieser Verbindung wiederum führt die Belziger Straße in nordwestlicher Richtung aus dem Ort. Die Kirche steht südwestlich dieser Kreuzung auf einem nach Norden ansteigenden Grundstück mit einem Kirchfriedhof, der mit einer Mauer aus unbehauenen und nicht lagig geschichteten Feldsteinen eingefriedet ist.

## Geschichte
Das Dorf wurde indirekt im Jahr 1236 durch einen Helmwicus de Cranepule in Belzig urkundlich erwähnt. Das Straßendorf selbst erschien erstmals 1304 in den Akten (ville in cranepuhl); 1311 als Kirchdorf. Bereits im 13. Jahrhundert wurde die Dorfkirche errichtet, die um 1450 Filialkirche von Dahnsdorf war. Beim dortigen Gut lag auch das Kirchenpatronat. Vermutlich war zunächst nur ein einfacher Apsissaal mit je vier Fenstern auf der Nord- und Südseite mit einem Mittelportal entstanden. Die Küsterei erhielt 1530 insgesamt 31 Scheffel Roggen. Dem Pfarrer standen im Jahr 1575 insgesamt 30 Mandeln Roggen, 24 Mandeln Gerste, 15 Mandeln Hafer, 4 Mandeln Heidekorn als Zehnt zu. Der Küster bekam 30 Scheffel Korn, darunter auch welches, das auf der wüsten Feldmark Lüttgen Lühnsdorf angebaut wurde. Der Kirche selbst standen 1575 ein, 1591 zwei Morgen Wiese zu. In dieser Zeit erhielt die Kirche im Jahr 1588 eine neue Glocke.
Die Deckenbalken mussten 1719/1720 ersetzt werden, ebenso der Dachstuhl. Anschließend konnte der Dachreiter aus Fachwerk neu aufgesetzt werden. Eine Empore kam in das Bauwerk. Turm und Dach mussten jedoch bereits 1757/1758 repariert werden; das Dach wurde 1781/1882 und 1799/1800 mehrfach ausgebessert. Die Südwand musste 1819/1820 instand gesetzt werden; gleichzeitig wurden die Ostwand neu aufgemauert und erneut das Kirchendach und der Turm instand gesetzt. Der Glockenstuhl wurde 1849 erneuert, der Fußboden 1852. Fünf Jahre später mussten das Gefach am Turm neu ausgemauert und sowohl Turm-, wie auch Kirchendach umgemauert werden. Die westliche Feldsteinmauerwand sowie die Wände des Turms wurden 1910 erneuert, 1950 erneut der Glockenstuhl. Im Jahr 1958 erfolgten zahlreiche Umbaumaßnahmen: So wurde der Fußboden im östlichen Teil des Kirchenschiffs erhöht, die Fächer im östlichen Fachgiebel verputzt und die Feldsteine an den Außenwänden neu verfugt. Im Innenraum erfolgte eine neue Ausmalung.
Zum Ende des 20. Jahrhunderts war der Turm baufällig geworden und wurde 1993/1994 abgerissen, ebenso die Empore. Der Turmunterbau wurde stabilisiert, mit einem neuen Fundament ausgeführt und anschließend der Turmschaft mit Turmhelm neu errichtet. Der Innenraum wurde erneut neu ausgemalt.

## Baubeschreibung

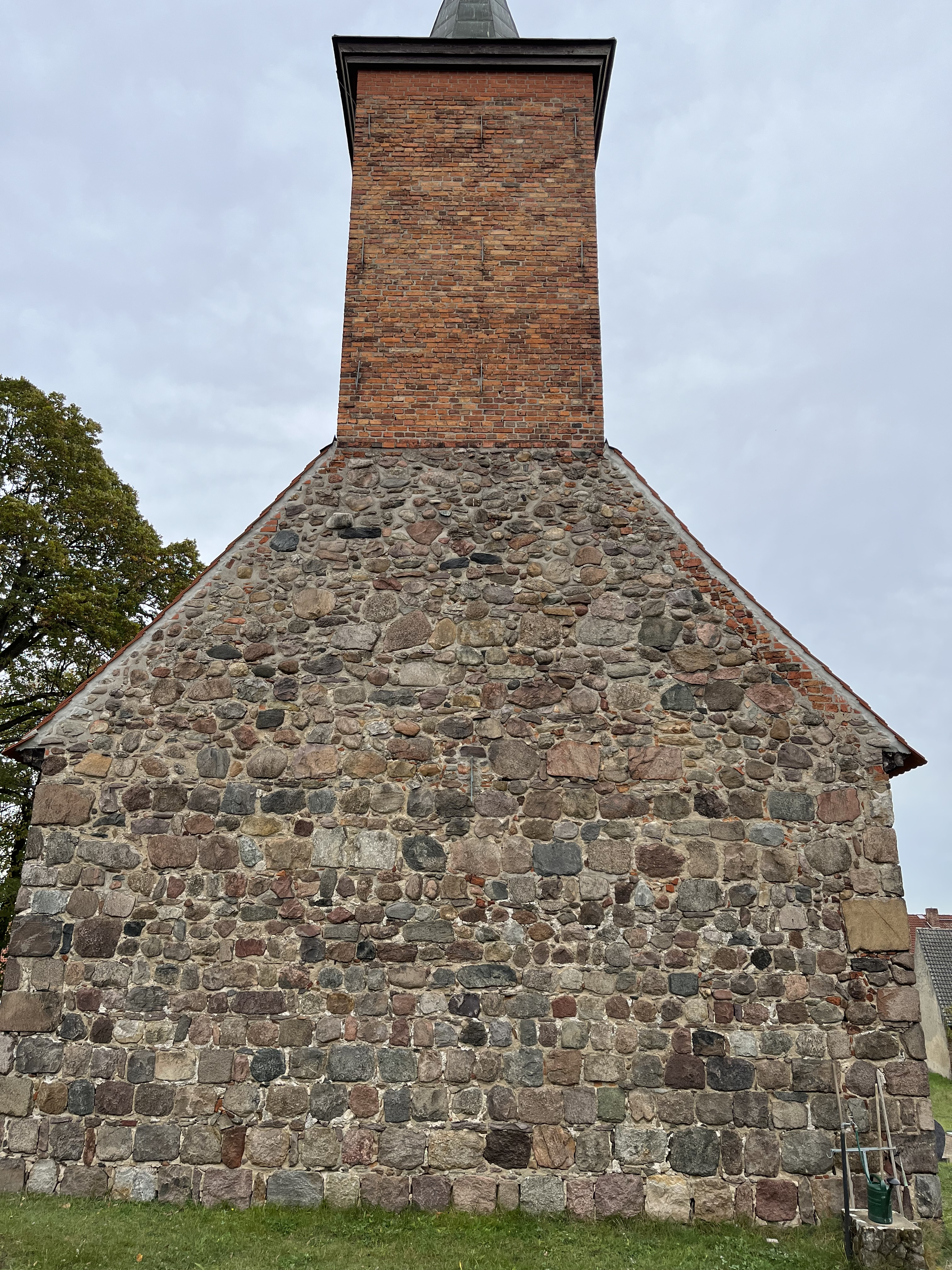
Ansicht von Westen

Das Bauwerk entstand im Wesentlichen aus wenig behauenen und lagig geschichteten Feldsteinen. Die Ostwand ist fensterlos, gerade und besteht im unteren Bereich aus unregelmäßig und wenig behauenen Steinen. Vermutlich wurde die Wand 1819/1820 neu errichtet, nachdem die Apis abgerissen wurde. Oberhalb befindet sich ein Giebel aus Fachwerk mit einem leicht nach Süden versetzten, kleinen und hochrechteckigen Fenster.
An der Nordwand des Langhauses befinden sich vier rundbogige kleine Fenster mit verputzten Faschen, von denen drei noch aus der Bauzeit stammen. Das östlich gelegene Fenster ist vergrößert. An der Südseite befinden sich insgesamt ebenfalls drei Fenster. Die drei westlich gelegenen sind klein und gedrückt-segmentbogenförmig ausgeführt. Unterhalb des mittleren Fensters ist eine Pforte. Das östlich gelegene Fenster ist deutlich länger und korbbogenförmig. Auch diese Fenster sind mit verputzten Faschen verziert. Die Westwand ist fensterlos und wurde aus unregelmäßigen und nicht lagig geschichteten Feldsteinen errichtet. Die Südwand ist 14,10 m, die Nordwand 14,45 m lang. Die Ostwand misst 9,20 m, die Westwand 9,00 m.
Oberhalb erhebt sich ein quadratischer Turm, dessen Westwand aus Ziegeln und dessen übrigen Seiten aus Fachwerk entstanden. Bis auf die Westwand befindet sich an jeder Seite eine rechteckige Klangarkade. Oberhalb befindet sich ein geknickter Turmhelm mit Turmkugel, Wetterfahne und Stern.

## Ausstattung
Das hölzerne Altarretabel entstand in der ersten Hälfte des 18. Jahrhunderts und wurde 1879 sowie 1959 restauriert. Im Altarblatt ist die Kreuzigung Christi abgebildet; seitlich sind Säume und mit Akanthus verzierte Wangen angebracht. Zur weiteren Kirchenausstattung gehört auch eine hölzerne Kanzel mit einem polygonalen Korb mit Ecksäulchen aus der ersten Hälfte des 17. Jahrhunderts. Das Bauwerk ist im Innern flach gedeckt.
An der Südwand steht ein Epitaph aus der Zeit um 1770/1780. Östlich des Bauwerks erinnert ein Denkmal an die Gefallenen der Weltkriege.